# Онесіл
Онесіл (*Ὀνήσιλος, д/н —497 до н. е.) — цар Саламіну у 498—497 роках до н. е.

## Життєпис
Походив з династії Тевкридів. Молодший син Херса, царя Саламіну. З початку повстання іонічних міст у 500 році до н. е. закликав свого брата — царя Горга долучитися до повстання проти Перської держави. Втім отримав відмову. Успіх іонійців у 498 році до н. е., коли вони захопили Сарди призвів до активізації Онесіла. Він влаштував змову й повалив брата.
Слідом за цим став царем Саламіну, очоливши повстання на Кіпрі проти Персії. Завдяки Онесілу до повстання долучилися інші кіпрські міста греків, окрім Аматуса, який було взято в облогу. Проте взяти його не встиг, оскільки до Кіпру підійшов перський військовик Артибій. У вирішальній битві кіпріоти завдали поразки фінікійському флоту, але у битві на суходолі грецьке військо зазнало поразки, незважаючи на те, що Онесіл у герці вбив Ардибія. Під час втечі Онесіл загинув. Після цього відновилося перське панування. Цврем Саламіну знову став Горг.